# Варшавський договір (1768)
Варшавський договір 1768 — міжнародно-правовий акт, укладений 6 березня (24 лютого) між Російською імперією і Річчю Посполитою.
Був результатом низки заходів царського уряду, спрямованих (під приводом захисту прав православного населення королівства) на втягнення Польщі до орбіти своїх зовнішньо-політичних інтересів. Обидві сторони зобов'язувалися гарантувати цілісність територіальних володінь; сприяти розвиткові торгівлі. Росія підтверджувала недоторканність тодішнього політичного устрою Речі Посполитої; порядок зайняття королівського престолу; рівність громадян перед законом; визнавала католицьку релігію в межах Речі Посполитої за панівну (перехід із неї в інші віросповідання проголошувався на території Речі Посполитої кримінальним злочином, а королем держави міг бути обраний лише католик). Договір разом з тим передбачав вільне сповідування православ'я в межах Речі Посполитої; повернення православній церкві та релігійним дисидентам культових споруд і маєтностей; освячення шлюбів між представниками різних конфесій; громадянську та політичну рівність усіх вірян. Католицькому духовенству заборонялося втручатися в справи, які належали до компетенції світської влади. Засуджувався будь-який насильницький примус до зміни віросповідання. Договір мав сприяти пом'якшенню релігійної напруги в Речі Посполитій, водночас він став поштовхом до скликання прокатолицької конфедерації у місті Бар.